# The Revival EP
The Revival EP — цифровой релиз, мини-альбом детройтского рэпера Royce da 5'9, выпущен 7 июля 2009 года. Все четыре песни с The Revival вошли в альбом Ройса Street Hop, который был выпущен спустя некоторое время после «The Revival».

## Список композиций
| # | Название                          | Продюсер(ы)  | Длительность |
| - | --------------------------------- | ------------ | ------------ |
| 1 | «Gun Harmonizing»                 | Emile        | 3:15         |
| 2 | «Count for Nothing»               | Nottz        | 3:36         |
| 3 | «Warriors» (feat. Slaughterhouse) | StreetRunner | 5:09         |
| 4 | «Street Hop 2010»                 | Nottz        | 2:52         |